# Wernstein am Inn
Wernstein am Inn ist eine Gemeinde in Oberösterreich im Bezirk Schärding im Innviertel mit 1534 Einwohnern (Stand 1. Jänner 2025). Die Gemeinde liegt im Gerichtsbezirk Schärding.

## Geografie
Wernstein am Inn liegt auf 319 m Höhe im Innviertel. Die Ausdehnung beträgt von Nord nach Süd 5,3 km, von West nach Ost 5,8 km. Die Gesamtfläche beträgt 16,4 km². 20,7 % der Fläche sind bewaldet, 66,5 % der Fläche sind landwirtschaftlich genutzt.
Das Gemeindegebiet Wernstein am Inn liegt am Südrand der Böhmischen Masse, einem uralten Gebirgszug, der sich über Nordbayern, den Sauwald, das Mühl- und Waldviertel und Teile Tschechiens erstreckt. Granit, Gneis und ihre Mischformen (im Gemeindegebiet sind es „Migmatite vom Typus Wernstein“), bilden die Bausteine dieses Gebirges.
Eine der wohl reizvollsten Landschaften des unteren Innviertels ist die Innenge Vornbach-Wernstein: ein Erosionstal, das auch in floristischer Hinsicht ein interessantes Gebiet darstellt. Nirgends im weiten Umkreis findet man auf so kleinem Raum eine derart mannigfaltige Flora vor. Das Tal ist durch Wander- und Radwege beiderseits des Inns gut erschlossen.
Zur Gemeinde gehören auch die Inseln Bernaschek-Insel und der Kreuzstein im Inn (beide jeweils zur Katastralgemeinde Rutzenberg).

### Gemeindegliederung
Das Gemeindegebiet umfasst folgende 18 Ortschaften (in Klammern Einwohnerzahl Stand 1. Jänner 2025):
- Amelreiching (110)
- Edt (13)
- Entholz (20)
- Göpping (76)
- Grub (25) samt Stritting
- Hofötz (20)
- Kinham (42)
- Linden (49)
- Lindenberg (9)
- Öhret (44) samt Kicking
- Rutzenberg (12)
- Sachsenberg (129) samt Sachsenberger-Siedlung
- Schafberg (60)
- Stöbichen (39)
- Wernstein am Inn (592)
- Wibling (55)
- Wimberg (49)
- Zwickledt (190)

Die Gemeinde besteht aus den Katastralgemeinden Amelreiching, Rutzenberg, Schafberg, Wernstein und Zwickledt.

### Nachbargemeinden
|                |                                             | Schardenberg |
| Neuburg am Inn | Kompassrose, die auf Nachbargemeinden zeigt |              |
|                | Brunnenthal                                 |              |

## Geschichte
Der heutige Hauptort der Gemeinde Wernstein am Inn entstand durch die Vereinigung zweier älterer Ortschaften, nämlich des Dorfes St. Georgen am Inn rund um die Pfarrkirche St. Georg und der Ansiedlung bei der Burg Wernstein.
Zur Zeit der frühen Kirchenorganisation im Mittelalter gehörte St. Georgen am Inn zur Urpfarre St. Severin. 1182 wurde St. Severin mit dem für die Verwaltung der Innbrücke zuständigen „Innbruckamt“ dem St.-Ägidien-Spital in der Innstadt inkorporiert. Das „Innbruckamt“ verwaltete seither auch die dem Spital inkorporierten Pfarren, die vom jeweiligen „Bruckpfarrer“ zu vergeben waren. Zu diesen zählten neben St. Severin mit Schardenberg und St. Georgen am Inn auch St. Weihflorian, Kellberg, Hauzenberg, Kopfing, Münzkirchen und Tettenweis. Bald nach der Inkorporation von St. Severin wurde der Sitz dieser Pfarre in die Spitalskirche St. Ägidien / St. Gilgen verlegt, wo er bis 1653 verblieb.
Zwischen 1120 und 1150 wurde die Burg Wernstein erbaut. Als Teil der reichsunmittelbaren Grafschaft Neuburg unterstanden Burg und Ortschaft Wernstein der österreichischen Landeshoheit, doch wechselte die Grafschaft infolge von Verpfändungen immer wieder den Besitzer, bis das Hochstift Passau 1730/39 die Grafschaft – und damit auch Wernstein – durch Kauf erwarb.
Das Umland von Wernstein hingegen gehörte bis 1779 zum kurfürstlich bayerischen Rentamt Burghausen. Mit dem Frieden von Teschen kamen die östlich des Inn gelegenen Gebiete des Rentamtes Burghausen 1779 als „Innviertel“ zu Österreich.
1803 wurde das Hochstift Passau im Reichsdeputationshauptschluss aufgelöst und die Grafschaft Neuburg geteilt: Neuburg am Inn kam an Bayern und Wernstein kam an Österreich. Während der Napoleonischen Kriege kurz bayrisch, gehört Wernstein seit 1816 (Vertrag von München) dauernd zu Oberösterreich.
1921 erhielt Wernstein vom Kraftwerk Kneiding elektrisches Licht.
Nach dem Anschluss Österreichs an das Deutsche Reich am 13. März 1938 gehörte der Ort zum Gau Oberdonau. 1945 wurde Oberösterreich wiederhergestellt.
Von 1962 bis 1964 erfolgte die Umgestaltung des Ortes aufgrund des Baus des Laufkraftwerks Passau-Ingling.
Von 1979 bis 2010 wurde hier das Innviertler Monatsblattl herausgebracht.

### Einwohnerentwicklung
1991 hatte die Gemeinde einen Höchststand von 1.659 Einwohnern. Danach ging die Bevölkerungszahl wegen einer negativen Wanderungsbilanz auf 1.652 Personen im Jahr 2001 zurück. Da im nächsten Jahrzehnt auch die Geburtenbilanz negativ wurde, sank die Einwohnerzahl auf 1.546 im Jahr 2011 und 1.554 im Jahr 2021.

## Kultur und Sehenswürdigkeiten

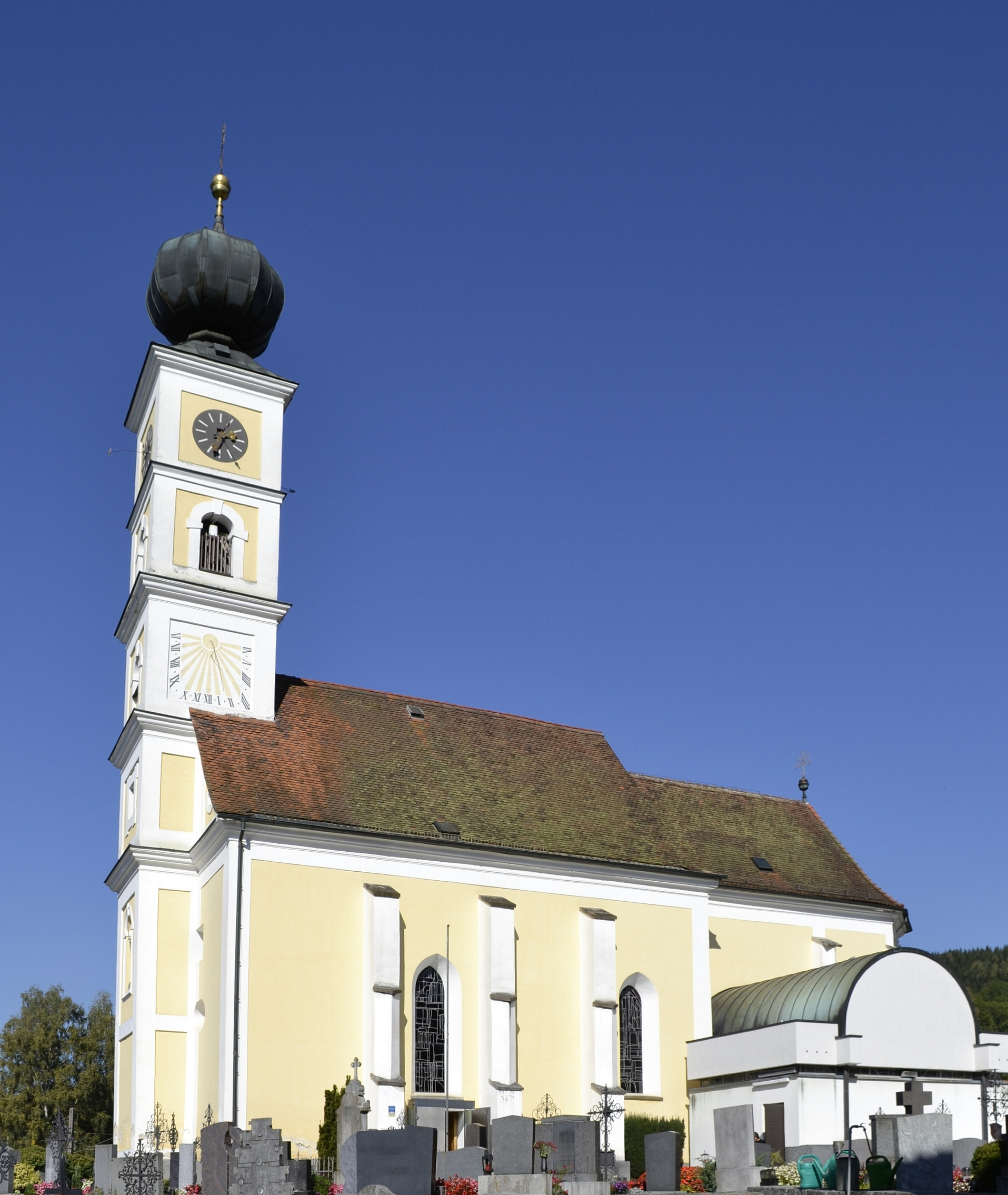
Pfarrkirche Wernstein am Inn

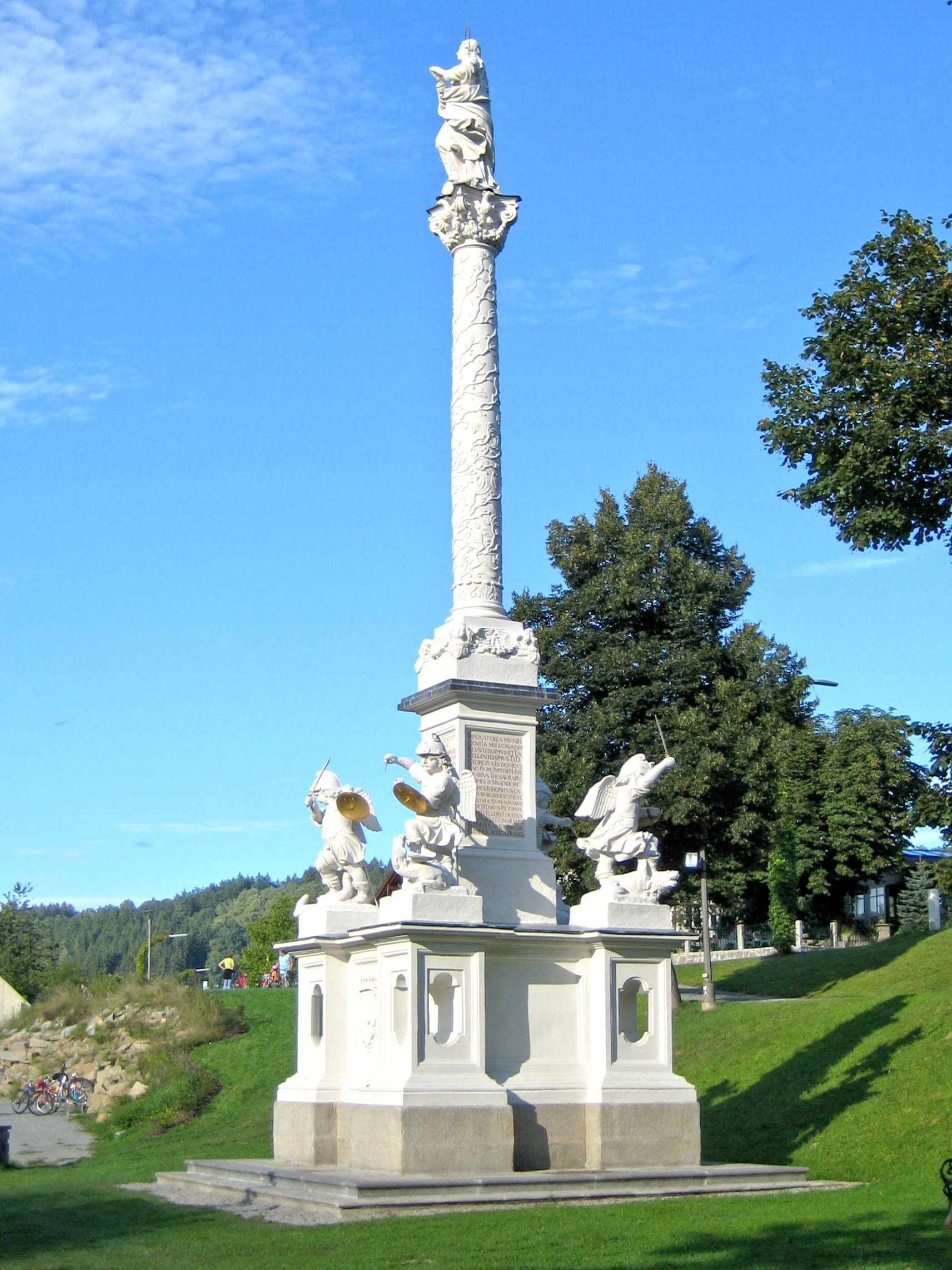
Mariensäule

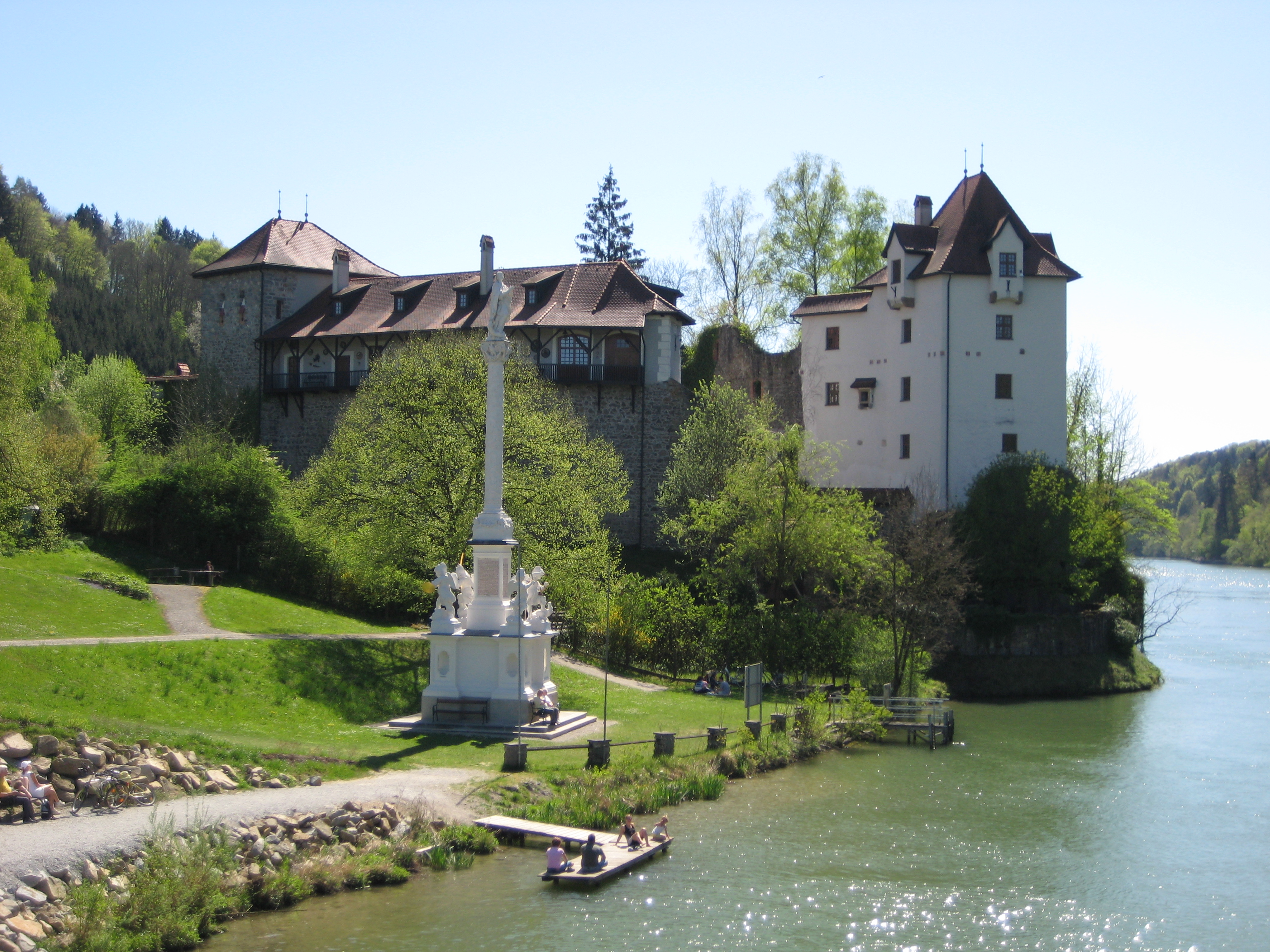
Burg Wernstein

- Katholische Pfarrkirche Wernstein am Inn Hl. Georg: Einschiffiger, spätgotischer Bau Ende des 15. oder Anfang des 16. Jahrhunderts. An der Nord- und Südseite wurden 1966 /1967 an Stelle der älteren Zubauten zwei tonnengewölbte Stahlbetonanbauten nach Plänen von Edgar Telesko und Helmut Wertgarner errichtet. Das Innere der Pfarrkirche birgt einige hervorragende Kunstdenkmäler. Aus der Zeit der Gotik stammen ein achteckiger Taufstein aus rotem Marmor,  die Statuen des Hl. Leonhard und des Hl. Georg sowie ein überlebensgroßer Kruzifixus vom Anfang des 15. Jahrhunderts. Unvollständiger barocker Kreuzweg. Zeitgenössisch sind Blockaltar, Tabernakel und Taufstein im Altarraum von dem Bildhauer Karl Prantl. Die Kirchenfenster, von Rudolf Kolbitsch entworfen, kommen aus der Glaswerkstätte des Stiftes Schlierbach.
- Jupiteraltar aus dem Jahr 230 n. Chr.: ein im 19. Jahrhundert an der Pfarrkirche Wernstein entdeckter römischer Weihestein des Marcus Rustius Iunianus, eines beneficiarius consularis (Unteroffizier mit polizeiähnlichen Aufgaben) der Legio II Italica. Der Altar für Jupiter befindet sich heute in der Pfarrkirche Wernstein.
- Ortsfriedhof und Aufbahrungshalle: In dem um die Pfarrkirche liegenden Ortsfriedhof haben bedeutende Persönlichkeiten ihre letzte Ruhestätte gefunden: Alois Weinberger, Johann Schließleder, Alois Samhaber, Herbert Fladerer, Alois Beham, Alfred Kubin und seine Gattin Hedwig. Den Grabstein schuf Karl Prantl. An der ursprünglichen Grabstelle wurde Kubins Freund Herbert Lange bestattet. In der Aufbahrungshalle befinden sich Betonglasfenster, 1963 von Margret Bilger geschaffen, die den Siebenfachen Schmerz Mariens darstellen. Eine weitere Sehenswürdigkeit ist das 1953 von Alois Dorn geschaffene Mahnmal für die Opfer beider Weltkriege.
- Nepomukstatue: 1976 von Alois Beham gestaltet, befindet sich auf dem Johannesfelsen im Inn
- Pestsäule: die sogenannte Pestsäule ist ein gotischer Bildstock vom Ende des 15. Jahrhunderts
- Schifferkreuz: das Schifferkreuz zum Gedenken an die im Inn Verunglückten, wurde 1976 aufgestellt
- Mariensäule vor der Burg Wernstein: Die Mariensäule erinnert an ein Gelöbnis Kaiser Ferdinands III., das dieser angesichts der Bedrohung von Wien durch die Schweden am Ende des Dreißigjährigen Krieges im Jahr 1645 gemacht hatte. Demnach fertigte im Jahr darauf Johann Jacob Pock nach dem Vorbild der Münchner Mariensäule eine Säule aus Granit und Sandstein an. Kaiser Leopold I. ließ 20 Jahre später die steinerne Säule durch eine aus Erz gegossene ersetzen. Graf Georg Ludwig von Sinzendorf erbat sich vom Kaiser die steinerne Säule und ließ sie auf einem Schiff von Wien nach Wernstein bringen und gegenüber der Neuburg aufstellen. Nach zweijähriger Arbeitsdauer war die Aufstellung und Restaurierung im Jahre 1670 beendet. Nach der Auflösung der Grafschaft ging die Mariensäule 1841 in den Besitz der Gemeinde Wernstein über.[6]

- Burg und Herrschaft Wernstein: Sie war bis 1803 Bestandteil der Grafschaft Neuburg. Verwaltet wurde sie von Burghütern und Pflegern, die zugleich Mautner waren und Schiffszoll erhoben. Im Jahr 1805 verkaufte der österreichische Staat die Burg an Private. Zur ausgedehnten Burganlage der Neuburg gehörte die im 12. Jahrhundert errichtete Mantelmauerburg, sie diente als Vorwerk und Mautstelle. Sie weist Bauten aus dem 16. und 17. Jahrhundert auf und wurde 1991–1993 südseitig teilweise neu aufgebaut und großzügig restauriert.
- Schloss Neuburg am Inn: Burg Neuburg liegt hoch über dem Inn auf der bayerischen Seite. Sie wurde 1025 von den mächtigen Grafen von Formbach erbaut und hatte danach ein wechselhaftes Schicksal.
- Gut Zwickledt: 1567 schenkte Graf Julius I. von Salm, Besitzer der Grafschaft Neuburg, seinem Verwalter Leonhard Schmelzing das Gut Zwickledt. Kaiser Maximilian II. erhob die Brüder Leonhard und Bernhard Schmelzing im selben Jahr in den Adelsstand. 1645 wurde in einem erneuerten Diplom das Prädikat „von Wernstein“ hinzugefügt. Die Herren von Schmelzing, die fast 300 Jahre das Leben des Ortes mitprägten, blieben bis 1852 im Besitz von Zwickledt. Im Jahr 1906 erwarben Alfred und Hedwig Kubin den Hauptteil des alten Landsitzes. Zwickledt wurde seine „Arche“ und wurde durch Kubin in der Welt ein Begriff und ist mit seinem Namen und Werk untrennbar verbunden. Nach dem Tod Alfred Kubins erwarb das Land Oberösterreich Zwickledt und erklärte es zur Kubin-Gedenkstätte.
- Landschaftsschutzgebiet Vornbacher Enge: Das Landschaftsschutzgebiet Vornbacher Enge mit dem wildromantischen Inndurchbruchstal und dem Großteil des Neuburger Waldes verdient besondere Erwähnung und ist durch Wanderwege gut erschlossen.
- Hängeseilbrücke: Die Brücke nach Neuburg ist eine unsymmetrische Hängeseilbrücke mit einer Länge von 145 Metern, die den Inn auf einer max. Höhe von 8 Metern überspannt. Das Gesamtgewicht beläuft sich auf nur 80 Tonnen. Nur ein einziger – auf Neuburger Seite – errichteter Pylon trägt die Brücke. Er ist nadelförmig, 30 Meter hoch und leitet die Zugkräfte über Rückspannseile in den Granitfels ab. Lot- und waagrecht wirkende Kräfte nehmen Windseile beiderseits der Querträger auf. Schwingungstilger unter dem Gehbelag minimieren Vertikal- und Horizontalschwingungen. Auch in den Nachtstunden setzt der Mariensteg Akzente. Die Lichtinstallation der Künstlerin Waltraut Cooper lässt den nächtlichen Steg in den Farben des Regenbogens – als Symbol des Friedens und des vereinten Europa – erstrahlen.
- Alfred Kubin Galerie: die Alfred Kubin Galerie zeigt Bilder des Grafikers Kubin, der in Wernstein am Inn lebte.
- Ruine Wimberg, auch bekannt als „Neuhauser Burgstall“: abgegangene Höhenburg am Eingang der Vornbacher Enge.

### Sport
Zu sportlichen Betätigung sind in Wernstein am Inn 2 Asphaltbahnen und ein Multifunktionspielfeld vorhanden. Die neu erbaute Sportanlage der Union Wernstein umfasst 2 Tennisfreiplätze, eine großzügige Bocciaspielfläche sowie eine Stocksporthalle mit 4 Spielbahnen.
Außerdem wird die herrliche Lage am Inn von vielen Menschen zum Laufen und Radfahren, auf den großartigen Radwegen beiderseits des Inns, genutzt, um sich fit zu halten. Das Teilstück zwischen Wernstein am Inn und Passau wurde zudem als Laufstrecke vermessen.
Im Rahmen eines Euregio-Projektes wurden auch Motorikparks in den Gemeinden Neuhaus am Inn, Wernstein am Inn, Neuburg am Inn und der Stadt Passau errichtet.

### Vereine
- Freiwillige Feuerwehr Wernstein am Inn wurde 1909 als „Hofmark Feuerwehr Wernstein“ gegründet.
- (Ehemalige Feuerwehr Zwickledt 1878 gegründet)
- Musikkapelle Wernstein am Inn
- Union Wernstein am Inn
- Feuerschützenverein Wernstein am Inn
- Goldhaubengruppe
- Wanderfreunde

### Regelmäßige Veranstaltungen
- Im Jahr 2009 wurde im Rahmen des Brückenfestes ein neuer Programmpunkt ins Leben gerufen. Eine kulturelle Veranstaltung unter dem Namen Kaas – Kabarett am Steg soll etabliert werden. Der Zusammenhalt von „drent und herent“, also Bayern und Oberösterreich, im Besonderen der beiden Partnergemeinden Wernstein am Inn und Neuburg am Inn, soll damit gezeigt werden. Jährlich wechselnd werden bayrische und österreichische Kabarettisten auftreten.

- Seit der Eröffnung des Marienstegs im Oktober 2006 findet jährlich eine grenzüberschreitende Laufveranstaltung statt, die vom 2-tägigen Brückenfest[7] umrahmt wird.
- Mostkost: veranstaltet von der Musikkapelle Wernstein am Inn

## Wirtschaft und Infrastruktur
In Wernstein sind die Unternehmen Auer Metallbau, CAB, ZSM – Maschinen-&Metallbau GmbH, Schwarzmayr Montagen, Elektro Schiebler, Elektro Danninger, Wärme- und Elektrotechnik Boxrucker, Wollersberger Metallbau und Keim Fallenfabrik ansässig.
- Zeitungs- und Kunstbuchverlag Wiesner Medien

### Verkehr
- Bahn: Die Gemeinde Wernstein am Inn liegt an der ÖBB-Bahnstrecke Wels–Passau (der Verbindung Wien–Frankfurt am Main).
- Straße: Durch die Nähe zur Bezirkshauptstadt Schärding ist die Gemeinde über Bundesstraßen (B129, B136, B137, B149 und B12 und B512 in Bayern) sowie die Innkreis Autobahn A8 mit der Landeshauptstadt Linz und anderen Städten wie Ried im Innkreis, Grieskirchen, Wels und den bayerischen Städten Passau, Pocking und (über die aus der am Grenzübergang in Suben weiterführenden Autobahn A3) mit der bayerischen Landeshauptstadt München verbunden.
- Schifffahrt: Der Inn wird ausschließlich zur Touristenschifffahrt zwischen den Staustufen St. Florian-Neuhaus und Ingling-Passau genutzt, da die Kraftwerke am Inn keine Schleusen besitzen.

### Bildung
- Kindergarten
- Volksschule[8]

## Politik

### Gemeinderat
Der Gemeinderat hat 19 Mitglieder.
- Mit den Gemeinderats- und Bürgermeisterwahlen in Oberösterreich 2003 hatte der Gemeinderat folgende Verteilung: 11 ÖVP, 7 SPÖ und 1 FPÖ.
- Mit den Gemeinderats- und Bürgermeisterwahlen in Oberösterreich 2009 hatte der Gemeinderat folgende Verteilung: 10 ÖVP, 6 SPÖ und 3 FPÖ.
- Mit den Gemeinderats- und Bürgermeisterwahlen in Oberösterreich 2015 hatte der Gemeinderat folgende Verteilung: 9 ÖVP, 6 SPÖ und 4 FPÖ.[9]
- Mit den Gemeinderats- und Bürgermeisterwahlen in Oberösterreich 2021 hat der Gemeinderat folgende Verteilung: 11 ÖVP, 5 SPÖ und 3 FPÖ.[10]

### Bürgermeister
- 2003–2015 Johann Mayr (ÖVP)
- seit 2015 Alois Stadler (ÖVP)[11]

### Wappen
Mit Beschluss der oberösterreichischen Landesregierung vom 9. Juni 1980 wird Wernstein die Führung eines Gemeindewappens bewilligt. Die Gemeindefarben werden mit Blau-Weiß-Blau festgelegt. Die beiden aufgerichteten Löwen und die Spitze sind dem Stammwappen der Ritter von Schmelzing und Wernstein, die drei Quadersteine dem Wappen des Grafen Sinzendorf entnommen. Beide Geschlechter haben die Geschichte Wernsteins geprägt und Spuren hinterlassen, wie zum Beispiel das Epitaph in der Pfarrkirche, das Schloss Zwickledt und die Mariensäule. Die gewellte Linie soll auf die Lage des Ortes am Inn hinweisen.
Blasonierung: In Blau eine silberne, eingebogene Spitze, darin über blauem, gewelltem, mit einer silbernen Wellenleiste belegtem Schildfuß drei rote, eins zu zwei gestellte Quadersteine; begleitet von zwei goldenen, aufgerichteten und einander zugewendeten, gekrönten und geflügelten Löwen mit roten Krallen und roten Zungen. Die Gemeindefarben sind Blau-Weiß-Blau.

### Städtepartnerschaften
- Gemeindepartnerschaft mit Gemeinde Neuburg am Inn in Bayern, Deutschland seit 2003[13]
- Feuerwehrpartnerschaft mit der Freiwilligen Feuerwehr Neuburg am Inn seit 1988
- Feuerwehrpartnerschaft mit der Freiwilligen Feuerwehr Unterhöhenstetten

## Persönlichkeiten
- Alois Schließleder (1875–1941), Geistlicher, geboren in Wernstein am Inn
- Alfred Kubin (1877–1959), Grafiker, lebte von 1906 bis zu seinem Tod in Wernstein am Inn
- Herbert Lange (1908–1971), deutsch-österreichischer Maler, Schriftsteller und Publizist
- Georg Schreiner (1914–1990), Bauerbündler, Politiker und Mitglied des Bundesrates
- Alois Beham (1916–1991), Leibarzt Alfred Kubins, lebte bis zu seinem Tod in Wernstein am Inn
- Johanna Dorn (1913–1988), Malerin, lebte von 1965 bis zu ihrem Tod in Wernstein am Inn
- Herbert Fladerer (1913–1981), Maler und Grafiker, lebte von 1965 bis zu seinem Tod in Wernstein am Inn
- Georg Schreiner (1914–1990), Politiker, Präsident des Österreichischen Bundesrats, geboren in Wernstein am Inn
- Werner Stadler (* 1957), Politiker, Gemeinderat in Wernstein und Bundesratsabgeordneter